# Круто тело
Круто тело или слободно тело је израз који се повезује са кретањем дијаграма слободног тела, приказа који користе физичари и инжењери. У том контексту, за тело се каже да је „слободно“ када се издвоји од других тела у сврху динамичке или статичке анализе. Објекат не мора бити „слободан“ у смислу да није изнуђен, а може и не мора бити у стању равнотеже; радије, није фиксиран на месту и стога је "слободан" да се креће као одговор на силе и обртне моменте које може искусити.

## Пример
Слика 1 приказује, са леве стране, зелене, црвене и плаве облике наслагане један на други, а из неког разлога је црвени цилиндар тело од интереса. (На пример, можда ће бити потребно израчунати напрезање на које је изложен.) Десно је црвени цилиндар постао слободно тело. На слици 2 интерес се померио само на леву половину црвеног цилиндра, па је сада то слободно тело са десне стране. Пример илуструје контекстну осетљивост израза „слободно тело“. Цилиндар може бити део слободног тела, може бити слободно тело сам по себи, а како се састоји од делова, било који од тих делова може бити слободно тело по себи.
Слике 1 и 2 још нису слободни дијаграми тела. У комплетираном дијаграму слободног тела, слободно тело би било приказано са силама које делују на њега. 

## Тело које слободно пада
Слободно тело такође треба разликовати од тела које слободно пада. У Њутновој физици, последњи израз се односи на тело које пада под чистом гравитацијом, а све остале силе су нуле. [2] У Ајнштајновој општој теорији релативности, где гравитација постаје закривљеност простор -времена, слободно падајуће тело није подложно никаквим силама и тело је које се креће дуж геодезије.  Слободно тело у контексту овог примера можда не прати геодезију и може бити подложно свим врстама сила, гравитационим и другим.